# 艾露伊斯 (丛书)
“艾露伊斯”是一系列兒童文學作品，由Kay Thompson（1909–1998）写于1950年，由Hilary Knight（1926–）绘制插图。Thompson和Knight在《艾露伊斯》（1955）编著完成之后，继续合作了4部续集。
艾露伊斯是个六岁的小姑娘，住在纽约城广场酒店的“最最顶上”的房间里。和她一起生活的有她的保姆，她的巴哥犬Weenie，和她的乌龟Skipperdee。
Thompson的教女麗莎·明尼利，被认为是艾露伊斯的原型。